# 志ほせ饅頭

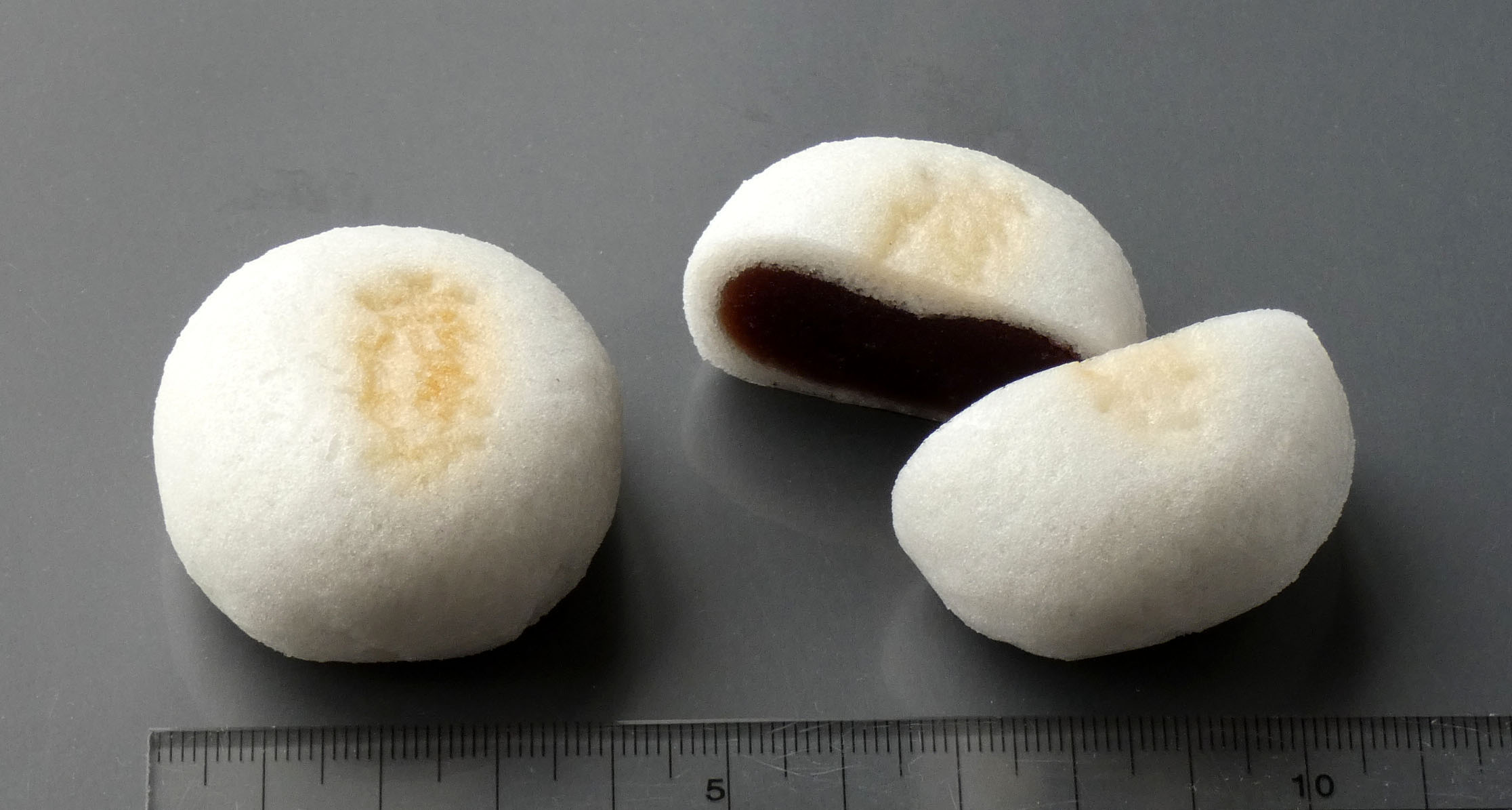

志ほせ饅頭（しおせまんじゅう）は、東京都中央区明石町にある塩瀬総本家が製造・販売する薯蕷（じょうよ）饅頭。擂り下ろした大和芋と米粉で皮を作り、小豆餡を包んで蒸し上げた一口饅頭で、上面に「志ほせ」の焼印が押してある。
製造には機械を使わず、徹底して手作りにこだわっている。日本の饅頭は、虎屋系の酒まんじゅうと塩瀬系の薬（やく）まんじゅうの二系統があるが、志ほせ饅頭は後者の名を650年余にわたり受け継いできた直系ブランドにあたり、塩瀬総本家は日本の饅頭発祥の店ともされる。
福島県の薄皮饅頭、岡山県の大手まんぢゅうと合わせて日本三大饅頭の1つとされることがある。

## 歴史

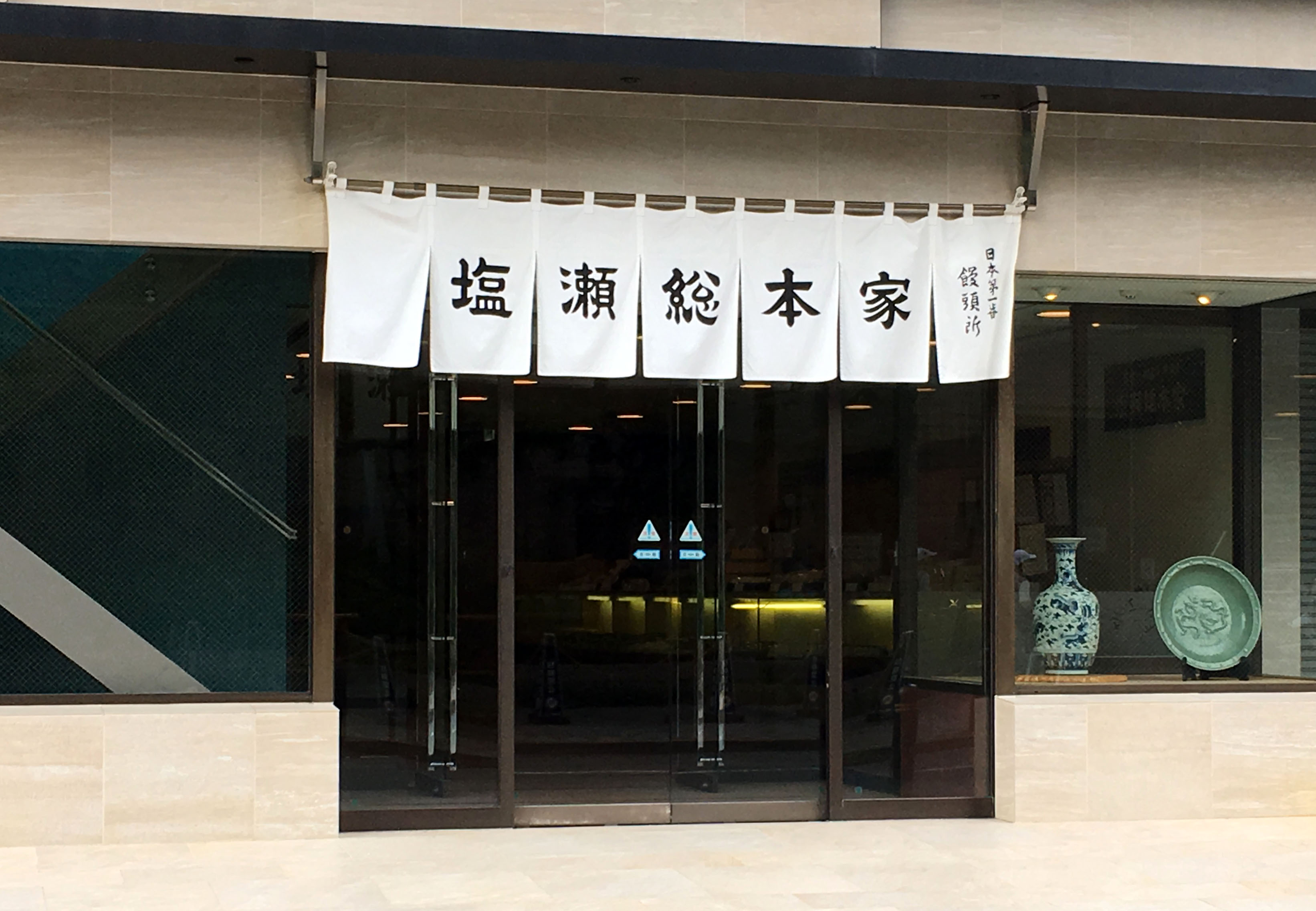
塩瀬総本家 本店（東京都中央区明石町）

この饅頭のルーツは、南北朝期の帰化宋人・林浄因（りんじょういん）に遡る。浙江省生まれの浄因は、宋の高名な詩人・林和靖の後裔と伝えられ、元に渡って修業中の龍山徳見が寄宿していた禅寺で饅頭（マントウ）職人を務めていた。
1341年に龍山が帰国する折にはその俗弟子となって付き従い、漢國神社がある今の奈良市漢国町の林小路という場所に居を構え、肉などを詰めて作るマントウをヒントに自ら考案した「饅頭」という菓子を作り始めた。それは、戒律で肉食できない日本の禅僧のため、小豆餡に甘葛煎（あまずらせん）と塩を加えた漉し餡を具とし、小麦粉を水で練り発酵させた老麺（ラオミェン）を使って皮とするものだった。甘味といえばせいぜい柿や栗の干したものしかない当時の日本においてこれは革新的な菓子であり、寺院や上流貴族の間で大評判となった。
場所柄これは「奈良まんじゅう」と呼ばれ、形状は底が扁平で上が丸く膨れ上がり、浄因が表に紅で「林」の一字を描いていた。浄因がこの饅頭を後村上天皇へ献上したところ、天皇はこれを大いに褒め、浄因を寵遇して宮女を賜った。彼女との婚礼に臨み、浄因は紅白饅頭を作って諸方に配り、これが慶事の紅白饅頭の嚆矢となった。浄因は帰化し二男二女をもうけたが、龍山禅師が没すると寂しさのあまり帰国してしまい、饅頭作りは残された妻子だけで続けられた。
ほどなく一族の一部は京都に移り、奈良の南家と京都の北家に分かれた。京都の一族はさらに京都北家と京都南家に分かれてそれぞれ繁盛し、京都北家はのちに「塩瀬」の名を冠して現在の塩瀬総本家に繋がり、京都南家からは戦国時代に林宗二が出て文化人として活躍することになる。奈良の南家は大坂夏の陣の後に貸屋業へ転じ饅頭屋は廃業した。
浄因の孫の林紹絆は中国に渡って製菓を学び、薯蕷饅頭の製法を会得して帰国した。以降、それまでの小麦粉に代わって山芋と米の粉をこねた皮で餡を包むようになり、これが塩瀬系の薬まんじゅうの原型となった。現在の塩瀬総本家はこの当時のレシピを今も守り味を変えていないという。1462年に紹絆の店は烏丸三条へ移転したが、応仁の乱による荒廃で商売どころではなくなり、三河国の塩瀬村（現在の愛知県新城市塩瀬）へ疎開した。やがて乱が収まり京に戻ると、長く居た「塩瀬」の名を屋号に据えるようになった。紹絆は饅頭を時の後土御門天皇へ献上し、五七の桐の紋を賜った。（後には後水尾天皇から「塩瀬山城大掾」と称することも許された。）塩瀬の饅頭は評判を呼び、8代将軍足利義政から「日本第一番 本饅頭所 林氏鹽瀬」の直筆の看板を貰い受け、代々御所の御用を務めることになった。
塩瀬の饅頭は織田信長、明智光秀、豊臣秀吉、徳川家康といった著名な戦国大名に献上され愛好された。長篠の戦いの折には、家康出陣にあたって林宗二が「本饅頭」を献上し、家康はこれを兜に盛って軍神に供え、戦勝を祈願した。
江戸時代になると、塩瀬の一族から宗需が江戸に移り、そこで新たに塩瀬饅頭の暖簾を構えた。関東で塩瀬の饅頭は「下りもの」として珍重されて飛ぶように売れた。1777年刊の『江戸富貴地座位』という富貴番付には「菓子の部」として、一位に林氏塩瀬（中橋）を挙げている。方外道人の『江戸名物詩』では、次のように塩瀬の店を詠んでいる。
塩瀬の饅頭は将軍家御用達、明治維新後は宮内庁御用達となり、店は伝馬町、有楽町と場所を変え、戦災後は明石町の現在地で営業している。